# Avarua (geslacht)
Avarua is een geslacht van spinnen uit de familie springspinnen (Salticidae).

## Soorten
De volgende soorten zijn bij het geslacht ingedeeld:
- Avarua satchelli Marples, 1955